# Национални парк Дрина
Национални парк Дрина је четврти национални парк у Босни и Херцеговини, а трећи у Републици Српској. Основан је 2017. и простире се на површини 6.315 ha. Најближи град је Сребреница. Смештен је са друге стране Дрине у односу на Национални парк Тара у Србији.

## О парку
Основне карактеристике Националног парка Дрина се везују за биодиверзитет и геоморфолошке специфичности.
Биљне врсте карактеристичне за НП Дрина су Панчићева оморика (Picea omorika), ендемичне врсте дервентанског различка (Centaurea incompta subsp. derventana), који са Edraianthus jugoslavicus, Daphne malyanа и Sesleria tenuifolia гради заједнице ендемичног карактера. Посебно значајне животињске врсте су мрки медвед (Ursus arctos), дивокоза (Rupicapra rupicapra) и сури орао (Aquila chrysaetos).
Геоморфолошке специфичности се везују за клисурасто-кањонску долину Дрине и њених притока. Клисурасто-кањонска долина Дрине је најизраженија на ушћу Црног Потока, где максимална дубина кањона износи 976 метара. Црни поток има извориште на више од 1.100 метара надморске висине и након само 6 km тока до ушћа у Дрину савлађује пад од више од 800 метара.